# Tadeusz Zgółka
Tadeusz Zgółka (ur. 1 lutego 1945 w Rodatyczach, zm. 26 kwietnia 2021 w Poznaniu) – profesor językoznawstwa na Uniwersytecie Adama Mickiewicza w Poznaniu.

## Kariera
Edukację średnią ukończył, zdając maturę w Rzepinie (1963), a następnie podjął studia na filologii polskiej na Uniwersytecie Adama Mickiewicza w Poznaniu. Tytuł magistra filologii polskiej uzyskał w 1968 na podstawie rozprawy Rozpoznawanie głosu nadawcy w zależności od granicznych częstotliwości przenoszonego pasma przygotowanej w Zakładzie Fonetyki pod kierunkiem docenta Wiktora Jassema. W tym samym roku rozpoczął pracę naukową pod kierownictwem prof. Jerzego Kmity w Katedrze Logiki na Wydziale Filozoficzno-Historycznym UAM, stając się tym samym uczestnikiem poznańskiej szkoły metodologicznej. W 1974 obronił rozprawę na temat Wyjaśnianie faktów językowych zakładane przez praską szkołę strukturalną i na tej podstawie uzyskał stopień naukowy doktora nauk w zakresie logiki i metodologii nauk. 
W 1979 przeszedł do Instytutu Językoznawstwa, gdzie utworzył Zakład Metodologii Lingwistyki (którym kierował do 2004). W 1979 na podstawie rozprawy Język. Kompetencja. Gramatyka. Studium z metodologii lingwistyki otrzymał stopień doktora habilitowanego nauk humanistycznych w zakresie językoznawstwa ogólnego, a 1 maja 1981 został docentem. Tytuł naukowy profesora nauk humanistycznych otrzymał w 1991 i został zatrudniony na stanowisku profesora nadzwyczajnego, a w 1996 profesora zwyczajnego.
Piastował funkcje: w latach 1981–85 prodziekana, a od 1982 dziekana Wydziału Filologicznego (został odwołany z tego stanowiska w 1985 decyzją ówczesnego Ministra Nauki, Szkolnictwa Wyższego i Techniki, który „nie potwierdził dalszego pełnienia funkcji”). Został następnie wybrany na wicedyrektora Instytutu Językoznawstwa oraz delegata Rady Wydziału Filologicznego do Senatu UAM. W 1988 został pierwszym dziekanem Wydziału Neofilologii i rozpoczął tworzenie tego nowo powołanego Wydziału. Funkcję tę piastował do 1996. Ponadto w 1991 sprawował funkcję kierownika Katedry Językoznawstwa Ogólnego i Stosowanego, a w 1996 został zastępcą dyrektora Instytutu Lingwistyki. Funkcję tę pełnił do 2004, kiedy przeszedł na Wydział Filologii Polskiej i Klasycznej, do Zakładu Retoryki, Pragmalingwistyki i Dziennikarstwa.
W Instytucie Językoznawstwa (potem Lingwistyki) współorganizował nowe kierunki i specjalności filologiczne, m.in. językoznawstwo i informację naukową, filologię węgierską (hungarystykę) i hiszpańską (hispanistykę) oraz etnolingwistykę (uruchomioną na podstawie jego autorskiego programu studiów). Także na podstawie jego autorskiego programu uruchomiono – już na Wydziale Filologii Polskiej i Klasycznej – Podyplomowe Studium dla Nauczycieli Języka Polskiego jako Obcego oraz studia w zakresie filologii polskiej jako obcej (dla cudzoziemców) w Collegium Polonicum w Słubicach.
Był współorganizatorem Wyższej Szkoły Języków Obcych w Poznaniu. Brał udział w redakcji polskiej edycji Encyklopedia Britannica i Praktycznego słownika współczesnej polszczyzny. Był jednym z założycieli wydziału polonistyki na uniwersytecie w Archangielsku. 
Od 2014 na antenie Radia Afera udzielał porad językowych w programie „Studencki patrol”. 

## Odznaczenia
- Złoty Krzyż Zasługi
- Krzyż Kawalerski Orderu Odrodzenia Polski
- Medal Komisji Edukacji Narodowej
- doktorat honoris causa Państwowego Pomorskiego Uniwersytetu im. M. Łomonosowa w Archangielsku
- Srebrny Medal Labor omnia vincit Towarzystwa im. H. Cegielskiego
- Medal Ad Perpetuam Rei Memoriam
- Zasłużony dla miasta Poznania
- honorowy Obywatel Miasta i Gminy Zbąszynek

## Życie prywatne
Był mężem prof. Haliny Zgółkowej, ojcem syna Mikołaja i córki Anny.